# Pierre Berthier

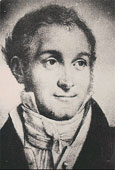
Pierre Berthier

Pierre Berthier (* 3. Juli 1782 in Nemours; † 24. August 1861 in Paris) war ein französischer Geologe und Mineraloge.

## Leben
Er studierte an der École polytechnique (Promotion 1798). 1801 ging er zur École des Mines und wurde dort Ingenieur. Im Jahr 1821 entdeckte er in der südfranzösischen Ortschaft Les Baux de Provence ein Mineral, das nach dem ersten Fundort Bauxit genannt wurde und ein Aluminium-Erz ist. 1827 fand und beschrieb er ein weiteres, bis dahin nicht bekanntes Mineral, das von Wilhelm Ritter von Haidinger nach ihm Berthierit benannt wurde. Seine Studien zu den Phosphaten waren für die Entwicklung der Landwirtschaft von großer Bedeutung, wo diese als Düngemittel eingesetzt werden.
Im Jahr 1827 wurde Berthier in die Französische Akademie der Wissenschaften und 1829 als korrespondierendes Mitglied in die Preußische Akademie der Wissenschaften gewählt. 1828 wurde er als Ritter der Ehrenlegion ausgezeichnet. Außerdem wurde er als einer von 72 Wissenschaftlern und Ingenieuren namentlich auf dem Eiffelturm verewigt.
Berthier entdeckte 1821 als Erster, dass der Zusatz von Chrom zu rostfreiem Stahl führt, was damals allerdings noch nicht technologisch ausgewertet werden konnte, da die Legierung zu brüchig war.

## Ehrungen
Neben dem von Haidinger beschriebenen Eisenantimonsulfid Berthierit wurde auch das von François Sulpice Beudant beschriebene Eisen-Alumosilikat Berthierin nach Pierre Berthier benannt.